# Patt an der Palästinafront
1915: Suezkanal
1916: Romani – Magdhaba
1917: Rafah – Gaza (1) – Gaza (2) – Patt an der Palästinafront – Beerscheba – Tel el Khuweilfeh – Gaza (3) – El Mughar – Jerusalem
1918: Jericho – Tell ’Asur – Jordan (1) – Jordan (2) – Abu Tellul – Megiddo
Die Pattsituation in Südpalästina bezeichnet einen siebenmonatigen Abschnitt während des Sinai- und Palästina-Feldzugs zwischen dem Ägyptischen Expeditionskorps auf der einen und deutsch-osmanischen Truppen auf der anderen Seite. Nach mehren Niederlagen Ende 1916 und Anfang 1917 hatte sich die osmanische 4. Armee von der Sinai-Halbinsel zurückgezogen. Im Anschluss unternahm das Ägyptische Expeditionskorps (EEF) zwei erfolglose Versuche, Gaza einzunehmen. Danach waren beide Seiten nicht in der Lage weitere Offensiven durchzuführen was zu einer Pattsituation führte.

## Britische Niederlage bei Gaza
Zu Beginn des Jahres waren die Aussichten, der Osmanen der britischen Invasion standzuhalten, noch äußerst düster. Die beiden Siege der Mittelmächte in der Ersten und Zweiten Schlacht von Gaza im März bzw. im April 1917 waren jedoch ein moralischer Schub für die Osmanen gewesen. Für die Briten hingegen war es ein Schock. In London musste die Regierung von David Lloyd George entscheiden, ob sie sich mit der bereits fürs Sultanat Ägypten erlangten Sicherheit begnügen und auf die Hoffnung auf eine erfolgreiche Invasion ins osmanische Mutesarriflik Jerusalem verzichten oder ob sie ihr Engagement und ihre Anstrengungen an dieser Front verstärken sollte. Mehrere Gründe drängten die Regierung die Offensive fortzusetzen: Die Suche nach einem Ausweg aus der scheinbaren Sackgasse an der Westfront und die Nachrichten über die osmanische Truppenkonzentration zur Rückeroberung Bagdads trafen allmählich ein und erforderten nach einer Gegenmaßnahme. Darüber hinaus war die Regierung nicht bereit einen Rückschlag als endgültig hinzunehmen.

## Festsetzen der Front

### Osmanisch-Deutsche Truppen
Das XX. und das XXII. Korps der osmanischen 4. Armee war zwischen der Ersten und Zweiten Schlacht von Gaza verstärkt worden und hatte nun eine Stärke von 40.000 Soldaten. Seit den beiden erfolgreich abgewehrten Angriffe war Gaza in einen starken Verteidigungszustand versetzt worden. Die Häuser der Stadt befanden sich größtenteils auf einem Hügelrücken aus Kurkargestein. Um die Stadt befanden sich viele Gärten deren Kaktushecken Deckung boten und für die Infanterie unmöglich zu durchdringen waren. Vorposten entlang der Linie, Rijm el Atawineh, Aba Hareira und Teiaha, die sich gegenseitig unterstützen konnten, machten einen Frontalangriff gegen sie praktisch unmöglich. Östlich und südlich Beʾer Schevas bauten die Osmanen ebenfalls starke Verteidigungsanlagen, die diese Stadt zu einer starken, aber isolierten Festung machten. Im Juni übernahm General Erich von Falkenhayn die Rolle des Oberbefehlshabers der Heeresgruppe Yıldırım. Falkenhayn stellte schnell fest, dass die Front in Palästina von größter Bedeutung war und vor einer möglichen britischen Offensive geschützt werden musste. Sein Ziel war es, die osmanische 7. Armee (General Fevzi Pascha) nach Palästina zu verlegen und eine Offensive gegen die rechte Flanke der Briten zu starten, um sie in die Wüste zurückzudrängen. Der Widerstand der osmanischen Befehlshaber verhinderte jedoch bis September greifbare Ergebnisse.

### EEF
Am 21. April übernahm auf Anordnung von General Murray Lieutenant-General Philip Chetwode, das Kommando über die Eastern Force, während sein Vorgänger Charles Dobell nach England zurückkehrte. Major-General Chauvel löste General Chetwode im Kommando der Desert Column ab, und Brigadegeneral Chaytor ersetzte Chauvel als Befehlshaber der ANZAC Mounted Division. General Chetwode war wie sein Vorgänger der Meinung, dass angesichts der Stärke der feindlichen Stellung ein erneuter direkter Angriff mit den der Eastern Force zur Verfügung stehenden Kräften nicht gerechtfertigt sei. Dieser Ansicht schlossen sich seine Untergebenen an. Murray beschloss jedoch, die auf der Nord- und Ostseite des Wadi Ghazze eingenommene Stellung nach kleineren taktischen Anpassungen zu halten. Das erste Problem bestand darin, diese Stellung zu sichern das zweite darin, die Truppen, nach den schweren Verlusten zu reorganisieren. Am 22. April gab Murray seine Einschätzung der Lage an das Kriegsministerium weiter. Er erklärte, dass er mit seinen drei Divisionen nur begrenzte Erfolge erzielen könne und für kontinuierliche Angriffe mindestens zwei weitere vollständig ausgebildete Divisionen sowie zusätzliche Feldartillerie benötige.

Der Chef des Imperial General Staff, William Robertson, teilte ihm mit, dass in Anbetracht der jüngsten Niederlagen bei Gaza und der Verschiebung der russischen Offensive im Kaukasus sich seine unmittelbare Aufgabe, die osmanischen Streitkräfte in Jerusalem zu besiegen und die Stadt einzunehmen geändert habe. Stattdessen sollte er jede günstige Gelegenheit nutzen, um die osmanischen Streitkräfte, die sich ihm entgegenstellen, aufzureiben und jeden gewonnenen Erfolg mit allen ihm zur Verfügung stehenden Mitteln auszunutzen, um die Osmanen aus Palästina zu vertreiben. Weiterhin informierte er Murray darüber, dass es im Moment nicht möglich sei ihm weitere Infanterie-Divisionen zu schicken. Stattdessen wurde die 7. und 8. Mounted (Yeomanry) Brigade mit zusätzlicher Artillerie nach Palästina beordert.

Die Brigaden trafen im Juni bzw. Anfang Juli ein, womit sich die Gesamtzahl der berittenen Brigaden auf zehn erhöhte: fünf Yeomanry, vier australische und eine neuseeländische. Murray beschloss daraufhin, seine berittenen Truppen in drei Divisionen mit jeweils drei Brigaden aufzuteilen, wobei eine Brigade als Infanterieeinheit beibehalten wurde. Die berittenen Truppen der Desert Column setzten sich nun aus der ANZAC Mounted Division (Generalmajor Chaytor), der Australian Mounted Division (Generalmajor Hodgson) und der Yeomanry Mounted Division (Generalmajor Barrow) zusammen.

### Lebensbedingungen

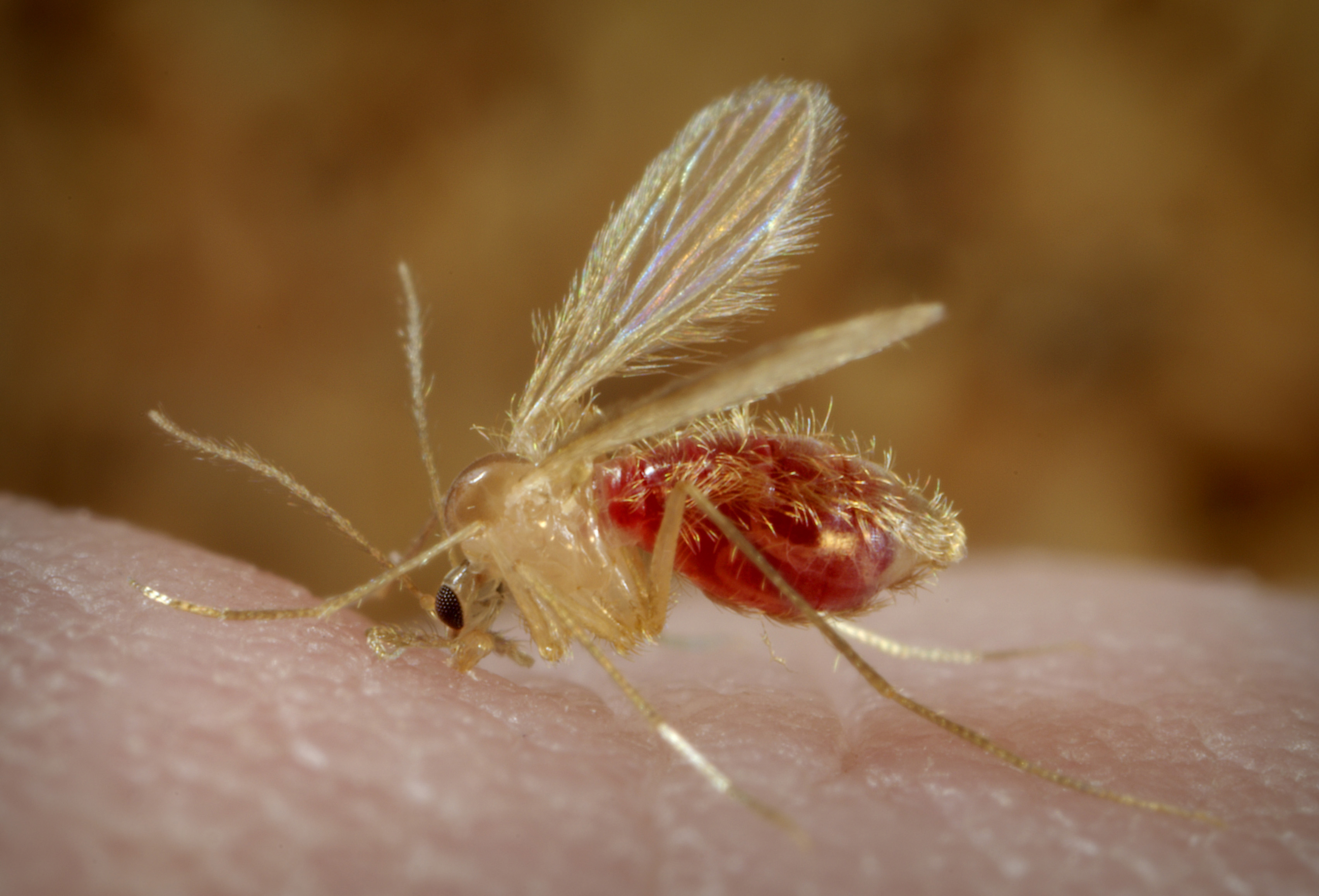
Die Leishmaniose verursachende Sandfliege

Das Zelten unter freiem Himmel in der Wüste Negev machte das Leben für beide Truppen fast unerträglich. Die Männer mussten Temperaturen von bis zu 43 Grad ertragen, die sie aufgrund des häufigen Wassermangels bewusstlos werden oder ins Delirium fallen ließen. Krankheiten wie Cholera, Typhus, Diphtherie, die Ruhr und Sandfliegenfieber waren weit verbreitet. Ein Schutz gegen Sandfliegen war unter Feldbedingungen fast unmöglich, und in stark infizierten Gebieten konnten 50 % der Truppen innerhalb weniger Wochen an Fieber erkranken. Die kleinsten Kratzer entzündeten sich, Sand gelangte in jede Art von Nahrung, und überall waren Fliegen. Besonders gefürchtet unter den Soldaten war der Chamsin ein sehr heißer und trockener Wüstenwind, der die Temperaturen auf bis zu 51 Grad erhöhen konnte.

„Die Männer eilten blindlings zu ihren Zelten und hüllten ihre Köpfe in Hemden oder Decken, um die herumfliegenden Sandpartikel so gut wie möglich abzuhalten. ... Drei Tage lang wütete es. Außer dem Tränken und Füttern der Pferde war kaum Arbeit möglich. Der kurze Weg von den Pferdeleinen zu den Tränken war die reinste Qual, denn der heiße Wind wehte den Hang hinunter wie die Luft aus einem Ofen. Es drehte einem buchstäblich den Magen um. So mancher Mann, der mit seinen drei oder vier Pferden blindlings durch die Gegend taumelte, hielt inne, erbrach sich heftig und ging weiter."“

Das Marschieren durch den heißen Wüstensand war sehr kräftezehrend. Bei jedem Schritt den die schwerbepackten Soldaten machten sanken sie mit ihren Füßen tief in den Sand. Dies führte dazu, dass Formationen auseinanderbrachen und Truppenbewegungen nur langsam vorangingen. Der Alltag wechselte zwischen Langeweile, Drill und Wachdienst, was die Männer zusätzlich zermürbte. Aufgrund der intensiven Tageshitze und einer Art natürlicher Übereinkunft wurden die Kampfhandlungen von beiden Seiten bis zur Abenddämmerung eingestellt. Die meisten Kampfhandlungen fanden daher in den Abendstunden oder in der Nacht statt. Dort, wo die Armeen eng beieinander lagen, glichen die Bedingungen den Grabenkämpfen in Frankreich. Die Soldaten an der Front kamen auch nach Sonnenuntergang kaum zur Ruhe. Nachts nutzten die Männer den Schutz der Dunkelheit, um ihre Schützengräben zu reparieren und auszubauen. Sie verlegten Stacheldraht, verbreiterten die Verbindungsgräben, vergruben Kabel und bauten Geschützstellungen.

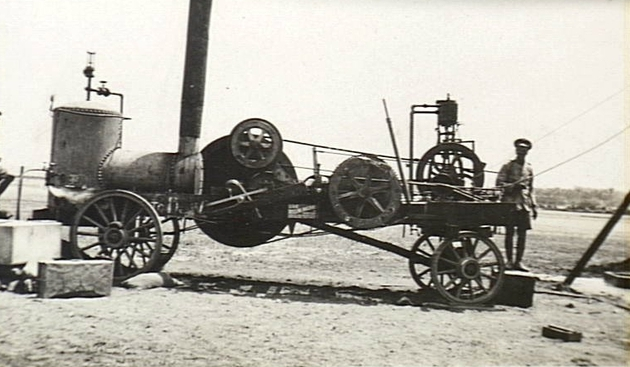
Wasserförderanlage bei Deir al-Balah

### Wasserversorgung
Nachdem das Kriegskabinett beschlossen hatte, das Korps beträchtlich aufzustocken, drohte die einspurige Sinai-Bahn bis zum Äußersten belastet zu werden. Am 7. Mai erklärte Murray in einem Brief an den Generalstab, dass der Eisenbahnknotenpunkt in Deir al-Balah 225 km von al-Qantara am Suezkanal entfernt sei. Sieben Züge pro Tag könnten jetzt von Qantara mit Munition und Vorräten nach Deir al-Balah geschickt werden. Dieser Einsatz würde gerade ausreichen, um eine Kampftruppe von fünf Infanteriedivisionen zusammen mit der Kavallerie und den Truppen an den Verbindungslinien zu unterhalten. Im Laufe des Frühjahrs wurde die Binnenschifffahrt ausgebaut und begann, hervorragende Ergebnisse zu erzielen. Von Januar bis April wurden nur 5.000 Tonnen pro Woche befördert, aber zwischen April und Juli war das durchschnittliche Aufkommen auf 26.000 Tonnen gestiegen. Von den in Qantara geförderten 600.000 Gallonen (2.727 Tonnen) Wasser erreichten lediglich 36.500 Gallonen (165 Tonnen) ihr Ziel. Der Rest wurde für den Bedarf der Eisenbahn und der Truppen und Arbeiter zwischen den beiden Punkten benötigt. Inzwischen wurden vor Ort große Wasservorkommen gefunden. Die mit Steinen ausgekleideten Brunnen in Chan Yunis lieferten über 100.000 Gallonen pro Tag. Auch die Brunnen in Deir al-Balah lieferten eine beträchtliche Menge Wasser, allerdings von minderer Qualität, das nur für die Tiere verwendet wurde. In Shellal standen weitere 200.000 Gallonen Wasser zur Verfügung.

Die Osmanen hatten im Mai nur 40.000 Mann und 10.000 Tiere zu versorgen. Für diese Truppen waren sie in der Lage, etwa 250.000 Gallonen (1.136 Tonnen) pro Tag zu fördern. Die Tiere der Osmanen benötigten weniger Wasser als die europäischen Pferde, so dass jeder Mann etwa 20 Liter und ein Tier etwas mehr als 30 Liter pro Tag erhielt. Dank deutscher Hilfe waren sie gut mit Pumpmaschinen ausgestattet. In und um Gaza gab es fünf Brunnen mit Motorpumpen dazu die gleiche Anzahl in Beʾer Scheva. Ein weiteres Dutzend befand sich entlang der Front. Außerdem gab es zahlreiche Brunnen, deren Pumpen von Hand betrieben wurden. Die Bohrungen, in einigen Fällen bis zu einer Tiefe von 76 m, wurden von einem deutschen Kommando (Bohr-Sonderkommando I) durchgeführt, dem eine osmanische Arbeitskompanie angeschlossen war.

## Operationen von April bis Juni

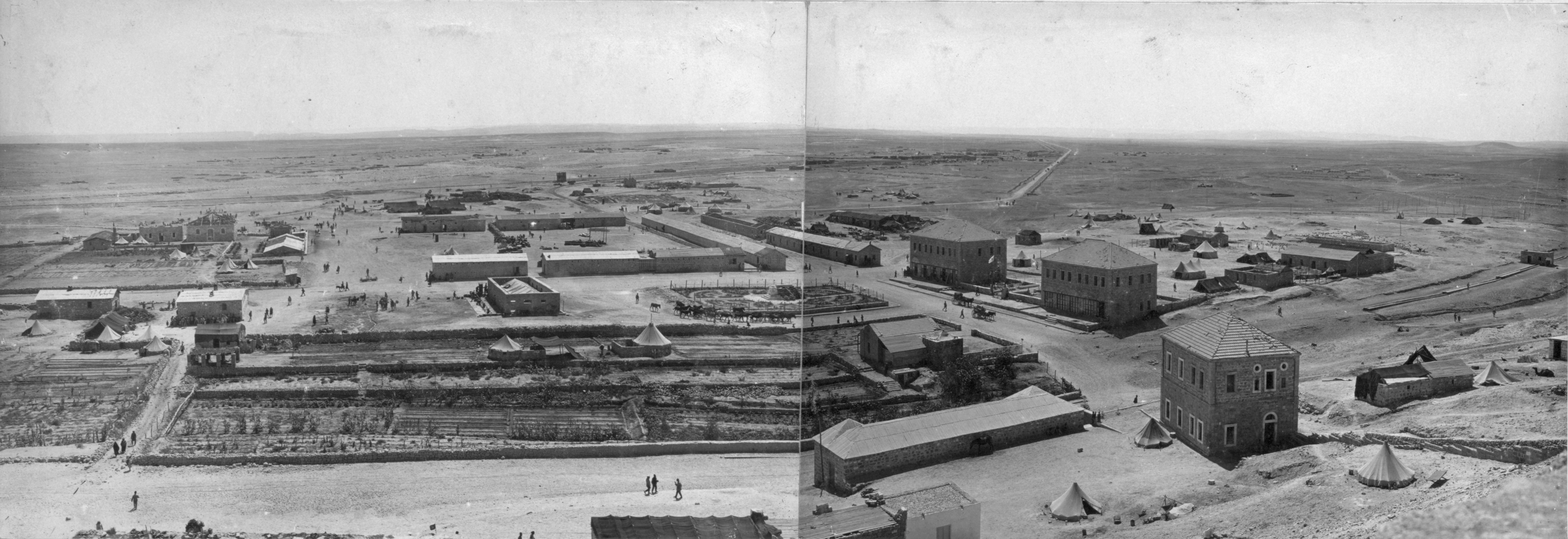
Osmanischer Militärstützpunkt Auja al-Hafir

Keine der beiden Seiten war zu diesem Zeitpunkt in der Lage, groß angelegte Operationen zu starten. Beide Seiten versuchten, den Gegner durch Luftangriffe und kleinere Unternehmungen zu stören. Am 24. April konnte eine Staffel des 7. Australian Light Horse Regiment (Brigade-General George Macleay Macarthur-Onslow) 8 km südwestlich von Shellal, einen Trupp osmanischer Kavallerie gefangen nehmen. Die deutschen Flugzeuge zeigten sich sehr aktiv. Am 4. Mai wurden fünf Flugzeuge über Deir al-Balah beobachtet, wo sie Bomben abwarfen, die 30 Tote forderten. Sechs Tage später führten die Briten einen Bombenangriff auf Beʾer Scheva durch. Zwischen dem 7. und 14. Mai wurde eine Abteilung des Imperial Camel Corps nach el-Qusaima und Auja al-Hafir auf dem Abschnitt der osmanischen Militärbahn Masʿūdiyya–Sinai südlich Beʾer Schevas entsandt, um Brunnen zu zerstören. Eine große Anzahl von Brunnen wurde gesprengt und eine Brücke beschädigt. Da diese Bahnlinie eine ständige Bedrohung für die britische Kommunikationslinie darstellte, beschloss Chetwode, dass sie zerstört werden sollte.

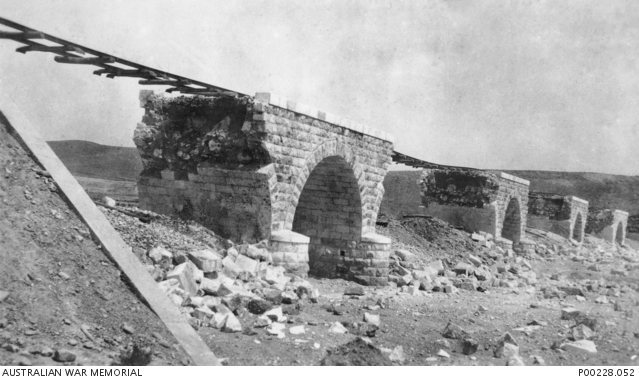
Brücke bei Bir Asluj nach ihrer Zerstörung

Chetwode bildete zwei Kolonnen für einen Zangenangriff. Die erste, bestehend aus der 1. Australian Light Horse Brigade (Lieutenant Colonel Charles Frederick Cox) sollte von Shellal über das Wadi Ghazze durch Khelasa gegen Asluj marschieren. Die zweite, bestehend aus der Imperial Camel Brigade, sollte von Rafah aus gegen Auja al-Hafir vorrücken. Während der Operation erhielt die Imperial Mounted Division den Befehl, südwestlich Beʾer Schevas aufzumarschieren, während gegen die Verteidigungsanlagen von Gaza ein Beschuss des Stacheldrahtes durchgeführt wurde. Die Sprengkommandos, die die nördliche Kolonne begleiteten, erreichten Asluj am 23. Mai um 07.00 Uhr morgens, und bis 10.00 Uhr waren 10 km Eisenbahnstrecke unbrauchbar gemacht worden. Die Camel Brigade, die Rafah am frühen Morgen des 22. Mai verließ und dem Verlauf der ägyptisch-osmanischen Grenze bis Auja folgte, wurde durch die Schwierigkeiten der Strecke und die Ermüdung ihrer Kamele aufgehalten und erreichte die Bahnlinie erst am 23. Mai um 11.45 Uhr. Insgesamt wurden 20 km Schienen beschädigt und sieben Brücken zerstört. Die Kolonnen kehrten unbehelligt vom Feind zurück.

## Reorganisation
Die Notwendigkeit eines erfolgreichen britischen Angriffs auf Palästina warf auch die Frage auf, ob die Führung der Egyptian Expeditionary Force geändert werden musste. Das Kriegskabinett hatte Anfang April nach der ersten Schlacht von Gaza erstmals über die Zukunft von Murray beraten, eine Entscheidung aber vertagt. Die zweite Niederlage hatte jedoch Murrays Schwächen als militärischer Führer offenbart und das Vertrauen des Kriegsministeriums in ihn erschüttert. Insbesondere hatte sich herausgestellt, dass er keinen Kontakt zu seinen Streitkräften hatte und bei seinen Einschätzungen der tatsächlichen Lage an der Front gelegentlich ein mangelndes Urteilsvermögen an den Tag legte. Andererseits wurde Murray nie mit der Anzahl von Truppen ausgestattet, die er für die Erreichung der ihm gesetzten Ziele für unerlässlich hielt. Wie die Kommandeure vieler anderer britischer „Advanced Guards“, die mit unzureichenden Mitteln in einen Feldzug geschickt wurden, wurde er abgelöst, weil er nicht den erwarteten Erfolg erzielt hatte. Außerdem hatte er die politische Unterstützung auf höchster Ebene verloren. Der Premierminister war schwer enttäuscht über die Bilanz im Nahen Osten.

Lloyd Georges erste Wahl für die Nachfolge Murrays war der südafrikanische General Jan Smuts, der gerade von einem Ostafrikafeldzug, der nur begrenzte Erfolge gegen die Deutschen gebracht hatte, in London eingetroffen war. Smuts lehnte das Angebot mit der Begründung ab, dass das Kriegsministerium wenig Begeisterung für den Palästina-Feldzug hege und ihn nicht ausreichend unterstützen würde. Da Robertson weiterhin seine Einwände gegen eine Ausweitung der Operationen in Palästina kundtat, gab es in London bis zu seiner Ablösung Anfang 1918 keine aktive Unterstützung für die Anforderungen in diesem Gebiet. Lloyd George wandte sich daraufhin an General Edmund Allenby, den Kommandeur der britischen 3. Armee an der Westfront, der von Robertson empfohlen worden war.

Allenby reagierte zunächst enttäuscht. Er war der Meinung, dass er wegen seines geringen Erfolges in der Schlacht bei Arras aus Frankreich abgezogen und auf ein unbedeutendes Kommando zurückgestuft worden war. Erst als er zu Gesprächen mit dem Premierminister und dem Chef des Imperial General Staff nach London zurückkehrte, begann er, die Versetzung, die am 5. Juni 1917 vom Kabinett bestätigt wurde, positiver zu sehen. Allenby erreichte am 27. Juni Ägypten und übernahm einen Tag später das Oberkommando über das Ägyptische Expeditionskorps. Er verlegte sein Hauptquartier von Kairo in die Nähe von Rafah, womit er sich in ständiger Verbindung mit seinen Offizieren im Feld befand. Sein Generalstabschef Arthur Lynden-Bell wurde entlassen und durch Major-General Louis Bols ersetzt.
Um seinen Bedarf zu decken, benötigte Allenby zwei weitere Divisionen mit je sechsunddreißig 18-Pfündern und zwölf 115 mm-Haubitzen. Schwere Artillerie mit acht 60-Pfündern, achtunddreißig 152 mm Haubitzen, zwölf 203 mm Haubitzen, vier 152 mm Kanonen, 26 Flugabwehrgeschütze sowie vier zusätzliche Flugzeugstaffeln. Außerdem forderte er beträchtliche Aufstockung der Signaldienste, der Royal Engineers (Kompanien der Army Troops für Arbeiten an Straßen, Eisenbahnen, Wasserversorgung und Baracken) und der Sanitätsdienste. Aufgrund des Bedarfs an Soldaten an der Westfront und des Mangels an Schiffen war es unmöglich, diesen Forderungen vollständig nachzukommen. Lediglich drei Territorialbataillone aus Indien und die 10. (Irish) Division aus Saloniki konnten erübrigt werden. Trotzdem führte die Aufstockung der britischen Truppen zu einer umfassenden Umstrukturierung der gesamten Streitkräfte. 
Die Eastern Force wurde aufgelöst und durch zwei Infanterie- und ein Kavalleriekorps ersetzt:
- XX. Korps (General Chetwode) mit der 10., 53., 6. und 74. Division
- XXI. Korps (General Bulfin) mit der 52., 54. und 75. Division
- Desert Mounted Corps (General Chauvel) mit der Anzac Mounted Division, der Australian Mounted Division, der Yeomanry Mounted Division und der Imperial Camel Corps Brigade.

Darüber hinaus gab es eine Reihe von Infanterie- und Kavallerieeinheiten, die direkt dem Generalstab unterstellt waren.

Seine anderen Forderungen wurden im Allgemeinen erfüllt, mit Ausnahme der Artillerie. Von den zweiunddreißig Feldhaubitzen, um die er gebeten hatte, war keine verfügbar. Auch seine Anforderungen an die schwere Artillerie wurden gekürzt. Am selben Tag wurde er über die allgemeinen Anweisungen des Kriegskabinetts informiert. Im kommenden Herbst und Winter sei es von höchster Wichtigkeit, „die Türken so hart wie möglich zu treffen.“ Ein großer Sieg in Palästina würde das Vertrauen und die Widerstandskraft der Bevölkerung zu einer Zeit stärken, in der ein ähnlicher Erfolg in Europa unwahrscheinlich war. Er würde auch die Kriegsmüdigkeit des Osmanischen Reichs und ihre Unzufriedenheit mit ihren deutschen Unterstützern verstärken. Ein geographisches Ziel konnte der Truppe nicht gesetzt werden, denn es war ungewiss, inwieweit die Lage in Russland es dem Feind erlauben würde, Truppen aus dem Kaukasus abzuziehen. Allenby hatte lediglich den Auftrag, die ihm gegenüberstehenden Streitkräfte der Mittelmächte zu besiegen, seinen Erfolg energisch weiterzuverfolgen und sie weiterhin bis an die Grenze seiner Möglichkeiten unter Druck zu setzen.

## Operationen von Juni bis Oktober
Im Laufe des Sommers kam es zu zahlreichen, kleineren Gefechten. Osmanische Patrouillen, die von Beduinen unterstützt wurden, hielten die berittenen Truppen in ständiger Alarmbereitschaft. In der Nähe von Gaza wurden auf beiden Seiten Grabenangriffe durchgeführt. Zusammen mit den ständigen Patrouillen der Mounted Divisions waren die Briten im Laufe der Zeit bestens mit dem Gelände vom Wadi Ghazze bis in die Nähe der Verteidigungsanlagen Beʾer Schevas vertraut. Zahlreiche Aufklärungsmissionen wurden sowohl von berittenen Truppen als auch von Flugzeugen durchgeführt. Auch auf osmanischer Seite gab es Aktivitäten, wenn auch hauptsächlich im Hinblick auf die Verteidigung. Die Stellungen entlang der Straße von Gaza nach Beʾer Scheva, wurden erheblich ausgebaut. Die osmanischen Bahnstrecken von Chirbat at-Tina–Beit Hanun und von Deir Sneid nach Huj wurden fertig gestellt um die rechte Seite und das Zentrum zu versorgen. Am 5. Oktober teilte William Robertson Allenby telegrafisch mit, dass das Kriegskabinett entschieden habe die Osmanen mit einem Schlag als Kriegsgegner zu eliminieren. Die Regierung in London ging davon aus, dass die Osmanische Armee jetzt so geschwächt sei, dass eine schwere Niederlage, gefolgt von der Besetzung der Bahnstrecke Jaffa–Jerusalem, sie dazu bringen könnte, mit ihren Verbündeten zu brechen. Am 22. Oktober, zehn Tage vor der Wiederaufnahme der Offensive, befahl Allenby den Großangriff zur Dritten Schlacht um Gaza und beendete damit die siebenmonatige Pattsituation.